# Кигач (Астраханская область)
Кигач — опустевший посёлок в Красноярском районе Астраханской области, входит в состав Аксарайского сельсовета (до 2018 года — Степновского сельсовета).

## История
В 1969 г. Указом Президиума ВС РСФСР посёлок молочнотоварной фермы № 1 совхоза «Аксарайский» переименован в Кигач.
В 2018 году Кигач перешёл из упразднённого сельские поселения Степновского сельсовета в новое сельское поселение под старым названием «Аксарайский сельсовет»

## География
Кигач расположен в восточной части Астраханской области, в дельте реки Волги и находится по берегу р. Кигач. Уличная сеть состоит из пяти  географических объектов: ул. Дальняя, ул. Дорожная,  ул. Лазурная,  ул. Радужная,  ул. Степная.
Абсолютная высота 24 метра ниже уровня моря.
Климат
Резко континентальный с жарким сухим летом, холодной и малоснежной зимой, самый жаркий месяц — июль. Абсолютный максимум +42 градуса. Самый холодный период январь-февраль.

## Население
| 2002 | 2010 |
| ---- | ---- |
| 15   | ↘0   |

Национальный состав
По данным Всероссийской переписи в 2010 году, численность населения составляла 0 человек.
Согласно результатам переписи 2002 года, в национальной структуре населения казахи составляли 100 % от 15 жителей.

## Инфраструктура
Было развито сельское хозяйство. В советское время действовал совхоз «Аксарайский».

## Транспорт
Просёлочные дороги.